# 廣澤灯喜
 廣澤 灯喜（ひろさわ とき、2002年10月21日 - ）は、神奈川県出身のプロサッカー選手。エクストラクラサ ヤギエロニア・ビャウィストク所属。ポジションはミッドフィルダー。

## 略歴
小学4年生から酒匂サッカー少年団で本格的にサッカーをはじめ、湘南ベルマーレU-15小田原を経て山梨学院高等学校に入団。山梨学院高校では3年時に高校サッカー選手権の決勝戦でゴールを決めて優勝に貢献。 その後、ポルトガルのポルティモネンセからオファーが来て加入が決まった。2021年8月時点ではポルティモネンセU23でプレーしている。
2024年3月13日、ポーランド1部・ヤギエロニア・ビャウィストクのセカンドチームに加入することが発表された。

## 所属クラブ
- 酒匂サッカー少年団
- 湘南ベルマーレU-15小田原
- 山梨学院高等学校
- 2021年 -  ポルティモネンセSC

## タイトル

### クラブ
山梨学院高校
- 全国高等学校サッカー選手権大会（2020年）